# Alexej Jemelin
Alexej Jemelin (* 16. října 1968, Moskva) je bývalý ruský atlet, výškař, který většinu svých úspěchů zaznamenal coby reprezentant Sovětského svazu.
V roce 1990 získal stříbrnou medaili na mistrovství Evropy ve Splitu, kde překonal 234 cm. Stejnou výšku skočil také Dragutin Topić, který však měl lepší technický zápis a stal se mistrem Evropy.